# 美国众议院筹款委员会
美國众议院筹款委员会（英語：United States House Committee on Ways and Means），是美国众议院下設的委員會之一，负责税收、贸易等事务。筹款委员会被认为是众议院最有权势的委员会之一。